# بومبر تورموهلين
بومبر تورموهلين (بالإنجليزية: Bumper Tormohlen)‏ مواليد 12 مايو 1937، هو لاعب كرة سلة أمريكي معتزل تحول إلى التدريب بعد الاعتزال. بدأ مسيرته الاحترافية في سنة 1961. تم اختياره من قبل فريق فيلادلفيا سفنتي سيكسرز خلال الدرافت. حمل الرقم 34. يبلغ طوله 6 قدم 8 بوصة (2.0 م). اعتزل اللعب في 1970. أحرز خلال مسيرته في الإن بي إيه 1191 نقطة بمعدل 4.4 نقاط في المباراة الواحدة.

## روابط خارجية
- بومبر تورموهلين على موقع إن بي أي (الإنجليزية)
- بومبر تورموهلين على موقع سبورتس رفرنس (الإنجليزية)
- بومبر تورموهلين على موقع كلية كرة السلة في سبورتس رفرنس.كوم (الإنجليزية)
- بومبر تورموهلين على موقع ريلجم (الإنجليزية)
- بومبر تورموهلين على موقع بروبوليرز (الإنجليزية)
- بومبر تورموهلين على موقع سبورتس رفرنس (الإنجليزية)